# 戈烏達帕河
54°17′37″N 21°51′18″E / 54.2936°N 21.8550°E

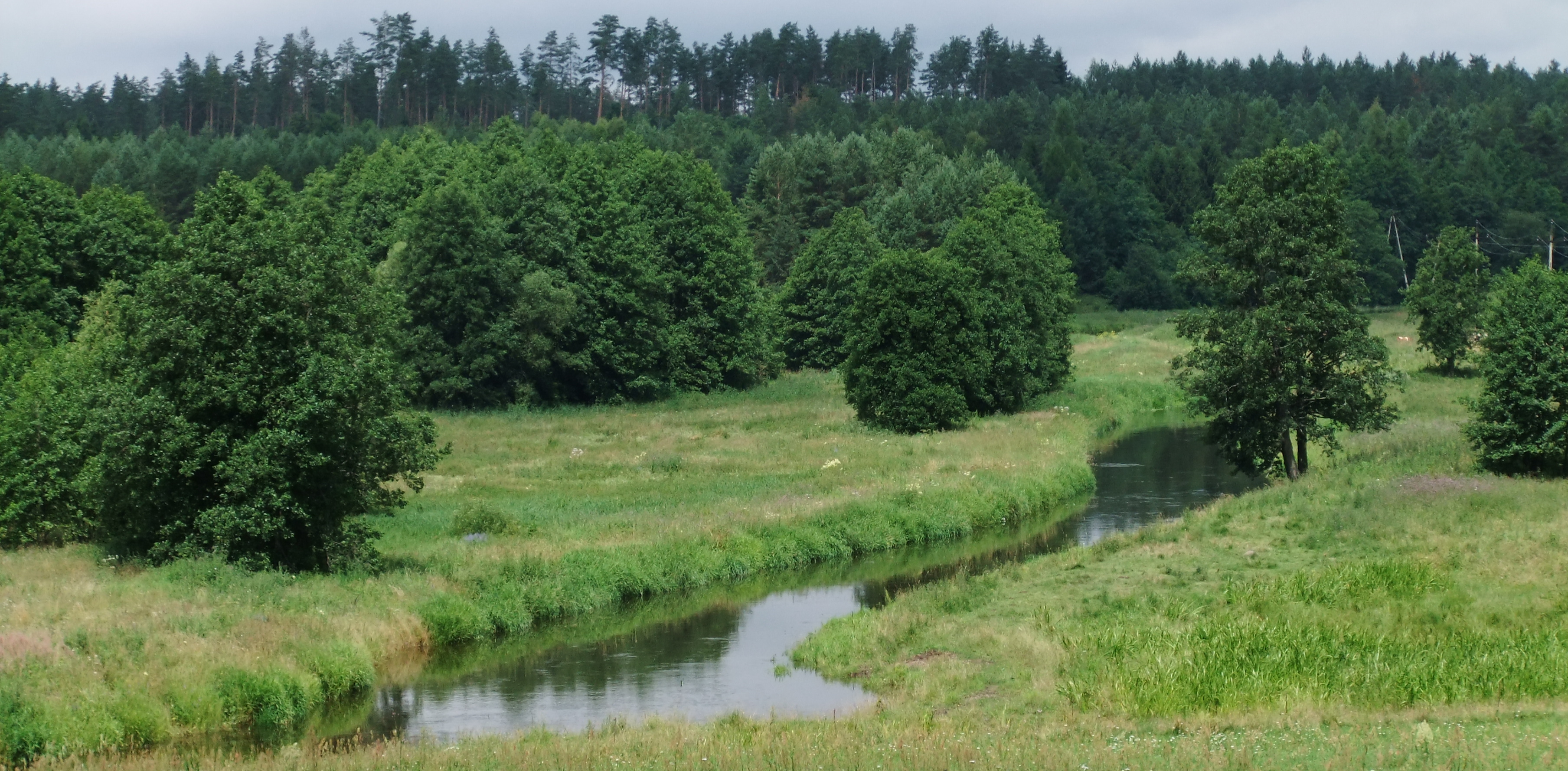

戈烏達帕河（波蘭語：Gołdapa）是波蘭的河流，位於該國西北部，處於瓦爾米亞-馬祖里省，屬於安格拉普河的右支流，河道全長89公里，發源自奧萊茨科以北。